# Luisa Fischerová
Luisa Fischerová (6. září 1905 Rychnov nad Kněžnou – ? Osvětim) byla sociální pracovnice, vychovatelka a osobní tajemnice Alice Masarykové.
Narodila se 6. září 1905 v Rychnově nad Kněžnou do česko-židovské rodiny. Jejími rodiči byli novináři Otto Fischer a jeho manželka Irma Jarmila Fischerová. Otec se jako redaktor zabýval politickým děním a matka psala články především o divadle, tanci a umění. Rodina Fischerových se přestěhovala do Prahy. Luisa Fischerová měla sestru Jiřinu, která se stala básnířkou a překladatelkou. Jiřina Fischerová byla zatčena krátce po vyhlášení protektorátu pro své levicové názory. Obě dcery Otto Fischera byly v mládí ovlivněny intelektuálním prostředím, které poskytovali známí rodiny z řad politiků a umělců.
Po studiu na Pražském lyceu Luisa Fischerová pokračovala na Vyšší škole sociálně zdravotní péče v Praze. Mimoškolně se věnovala skautingu. Pravidelně se svou sestrou docházely do 11. oddílu skautek v Praze. Později se v témže oddílu stala vůdkyní. Zároveň se soustředila na práci dobrovolnice v Legii mladých – organizaci Červeného kříže, kterou založila Alice Masaryková. Legie zajišťovala mimoškolní vzdělání a výchovu dětí ze sociálně slabších rodin. Luisa pracovala v Legii mladých i po ukončení školy jako sociální pracovnice a vychovatelka. Poté se stala tajemnicí Československého Červeného kříže v Praze. Přibližně od poloviny 30. let 20. století pracovala jako osobní tajemnice předsedkyně Československého Červeného kříže Alice Masarykové.
V oblasti sociální práce Luisa Fischerová působila jak na domácí, tak mezinárodní úrovni. Stála u zrodu periodika s názvem Sociální pracovnice, které bylo ve své době (pravidelně vydáváno od roku 1934) s tímto zaměřením průkopnické. Jako československý zástupce se v roce 1932 účastnila zakládající schůzky Mezinárodního sekretariátu sociálních pracovníků.
Kvůli okupaci a stálému zpřísňování protižidovských nařízení Luisa Fischerová zvažovala emigraci. K té však nakonec nedošlo. V roce 1940 byl rozpuštěn Československý Červený kříž a Luisa na žádost židovské obce v Praze pracovala jako vychovatelka v chlapeckém internátě. Intenzivně se také věnovala studiu a publikační činnosti, její články však vycházely pod autorstvím nežidovských spolupracovníků.
Kvůli svému židovskému původu se nemohla vyhnout deportaci do Terezína, kam odjela z Prahy 2. července 1942 transportem AAl, č. 189. Ihned po příjezdu do Terezína byla přidělena jako sociální pracovnice do domova pro chlapce L 417. Postupně se stala hlavní opatrovnicí sirotků v ghettu. Snažila se organizovat základní potřeby pro děti s minimálními prostředky. Pro velmi malé děti v rámci ghetta sháněla náhradní rodiče. V tomto prostředí musela řešit nedostatek jídla a oblečení, příliv a odliv dětí transporty, nakažlivé nemoci jako byla spála nebo tyfus a mnoho dalšího. O své činnosti a činnosti dalších sociálních pracovníků v Terezíně sepsala výroční zprávu z období července 1942, kdy se do Terezína dostala, až do července 1943. Tento dokument je dodnes zachován ve sbírkách Židovského muzea v Praze.
Dne 16. října 1944 dobrovolně nastoupila do transportu Er č. 716 z Terezína do Osvětimi, do kterého byli přiděleni její rodiče. Přesné datum úmrtí Luisy Fischerové není známo, ale stejně jako její rodiče pravděpodobně zahynula v plynových komorách v Osvětimi.